# Savoyardischer Burgonet
Ein Savoyardischer Burgonet , auch engl. Death’s Head Burgonet, ist ein Helm aus Europa, der im Mittelalter genutzt wurde.

## Beschreibung
Ein Savoyardischer Burgonet besteht aus Stahl. Er ist durch seine Konstruktion, die an einen Schädel oder eine grinsende Maske erinnert, sehr auffällig. Er besitzt meist eine kugelförmige Helmglocke und hat auf dem Oberkopf einen hochstehenden Kamm in unterschiedlicher Höhe. Das Visier ist aufklappbar, die Mundöffnung, die besseres Atmen ermöglicht, entweder klein und schmal, oder breit grinsend gearbeitet. Über den Augenöffnungen befindet sich je nach Version ein halbmondförmiger Schirm, oder ein Schirm, der in der Art von Augenbrauen gestaltet ist. Am unteren Teil des Helmes ist ein Helmkragen ausgearbeitet, der auf dem Brust- und Rückenpanzer aufliegt. Die sogenannten Savoyardenrüstungen sind meist schwarz lackiert oder abwechselnd schwarz mit weißen oder metallfarbigen Teilstücken gestaltet. Die Einzelbestandteile sind miteinander vernietet. Die beiden Hälften des Helmes werden beim Tragen zusätzlich mit Lederbändern fixiert.